# Al-Alaq

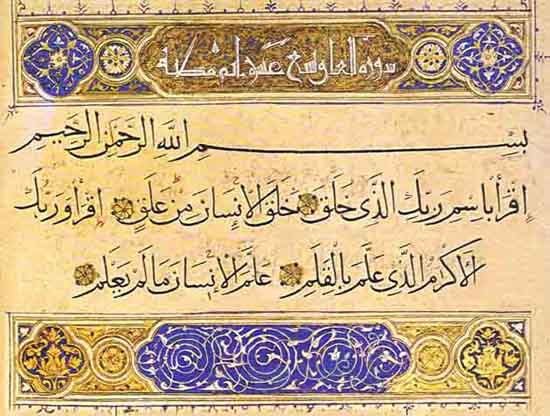
De första fyra verserna i sura al-Alaq.

Al-'Alaq (arabiska: العلق "Grodden"), är den nittiosjätte suran i Koranen med 19 verser (ayah). Den tros traditionellt ha uppenbarats i Mekka. Den är även känd som Sūrat al-Iqrā (إقرا), "Recitera".
I denna sura för Gud fram ett koncist men tilltvingat argument: Mannen är skapad som av ett under, med början i hennes utveckling från en biomassa (eller Alaq), som förunnats medvetenhetens gåva från Gud. Sedan delas människan in i två distinkta grupper: De som känner igen deras kosmiska kondition, söker gudomlig vägledning (genom att läsa Guds ord) och böjer sig för Guds vilja (symboliserat i bönen); och de som inför dessa tydliga underverk tror att människan är en 'självständig' enhet, oansvarig inför en transcendent makt, och som till och med försöker förhindra den första sortens människor från att följa Guds ord och underkasta sig honom.
Gud klargör sedan att den första gruppen människor, de troende, är rättfärdiga, och att den andra sorten är lögnare och syndare. Suran avslutas med Guds varning till förnekaren att "helvetets änglavakter" (az-Zabāniah) väntar dem, och att sådana människor borde upphöra att förneka den troende rätten att dyrka ostört. Surans sista vers är uppmuntrande ord till den troende att "inte ge sig" för de otrognas hot utan att fortsätta i envishet att lyda Gud, och ett löfte om närhet till Gud för en sådan troende.

## Den första uppenbarelsen: Verser 1-5

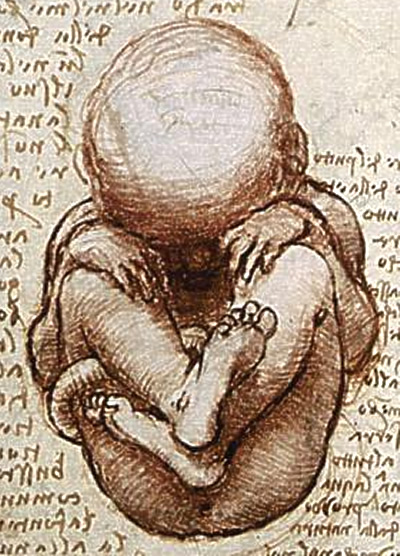
Teckning av ett foster i hopkrupen ställning, av Leonardo da Vinci.

De första fem verserna i denna sura tros av nästan alla källor, både traditionella och moderna, vara de första verserna i Koranen som uppenbarades för Muhammed. Några kommentatorer håller inte med om detta, och påstår att den första uppenbarelsen var början av surat al-Muddaththir eller surat al-Fatihah, men de utgör en minoritet.
De verserna berättar att Gud skapade människan från en "droppe stelnat blod" och gav honom kunskap. Fostret i livmodern under det första steget innan hjärtats utveckling ser mycket ut som en "klimp" blod. Men al-'Alaq syftar också på en blodigel-liknande form, vilken liknar det första steget av en embryo eller ett foster i livmodern som suger sin näring som en blodigel från modern.
Muhammed beordras först "Iqra!". Den bokstavliga översättningen är "recitera" eller "läsa".

## Verser 6-9
Resten av suran, som ska ha uppenbarats senare, ifrågasätter moralen och tron hos människosläktet, som "tror sig vara fri från allt beroende", ovetande att alla måste återvända till Herren. Texten fortsätter och vänder sig sedan till ogudaktigheten hos "den som vill hindra en Guds tjänare från att förrätta bön". Dessa senare verser tros kunna dateras till tiden då Muhammed började utföra salat vid Kaba. Abu Jahl försökte avbryta hans böner genom att trampa på Muhammeds nacke då han böjde sig ned. "Vet han inte att Gud ser [allt]?" (vers 14).
Koranen uppmanar Muhammed (och alla troende) att fortsätta med sina böner oavsett om de som förföljer de troende är ovetande att Gud ser vad de gör.